# Autorretrato (Tiziano)
Autorretrato (en italiano: Autoritratto) es un cuadro del pintor veneciano Tiziano Vecellio, realizado hacia 1562. Pintado al óleo sobre lienzo, mide 85 cm de alto y 65 cm de ancho. Procedente de la colección real española, entró en las colecciones del Museo del Prado en 1821.
No es este el único autorretrato conocido del artista, pero sí el más famoso. Giorgio Vasari consignó otro (hoy perdido), realizado en 1550. Así mismo consta documentalmente un autorretrato, que desapareció en el incendio del Palacio del Pardo, en el que el pintor estaba representado sujetando un retrato del rey Felipe II. En la actualidad solo se conservan dos: el presente cuadro, preservado en el Prado, y el expuesto en Berlín, realizado siete años antes.

## Descripción
Uno de los aspectos que más llama la atención de este autorretrato es la opción de representarse de perfil, lo que hacía necesario para su realización la utilización de varios espejos. A buen seguro que la pose elegida fue deliberada, probablemente en aras de asociar la figura a tipología de la numismática romana clásica. Es como si el artista, consciente de encontrarse en sus últimos años de vida, quisiera haber dejado una imagen suya para la posteridad. El pintor se representa con un pincel en la mano, y con una doble cadena de oro, que lo acredita como caballero de la Orden de la Espuela de Oro. El traje elegido, de color negro, establece un interesante contraste cromático con el blanco del cuello.
El cuadro fue adaptado a un marco oval en algún momento del siglo XVIII. Poco después volvió a adoptar su formato de origen, haciéndose necesarios algunos repintes en los extremos doblados.
Esta obra fue propiedad de Rubens, y en la subasta de sus bienes tras su muerte, fue adquirida por Felipe IV. Forma parte de la sección de pintura italiana del Museo del Prado desde 1821.